# Grand Prix moto d'Espagne 1990
Le Grand Prix moto d'Espagne 1990 est la troisième manche du championnat du monde de vitesse moto 1990. La compétition s'est déroulée entre le 4 au 6 mai 1990 sur le circuit permanent de Jerez.
C'est la 36e édition du Grand Prix moto d'Espagne.

## Classement final 500 cm3
| Pos  | Pilote               | Constructeur | Temps/Écart     | Points |
| ---- | -------------------- | ------------ | --------------- | ------ |
| 1    | Wayne Gardner        | Honda        | 52 min 58 s 021 | 20     |
| 2    | Wayne Rainey         | Yamaha       | +7 s 307        | 17     |
| 3    | Kevin Schwantz       | Suzuki       | +22 s 088       | 15     |
| 4    | Mick Doohan          | Honda        | +28 s 729       | 13     |
| 5    | Pierfrancesco Chili  | Honda        | +40 s 920       | 11     |
| 6    | Sito Pons            | Honda        | +1 min 07 s 157 | 10     |
| 7    | Christian Sarron     | Yamaha       | +1 min 12 s 205 | 9      |
| 8    | Niall Mackenzie      | Suzuki       | +1 min 13 s 260 | 8      |
| 9    | Juan Garriga         | Yamaha       | +1 min 25 s 360 | 7      |
| 10   | Jean-Philippe Ruggia | Yamaha       | +1 min 34 s 395 | 6      |
| 11   | Eddie Laycock        | Honda        | +1 tour         | 5      |
| 12   | Nicholas Schmassman  | Honda        | +2 tours        | 4      |
| 13   | Cees Doorakkers      | Honda        | +2 tours        | 3      |
| 14   | Andreas Leuthe       | Honda        | +2 tours        | 2      |
| 15   | Hansjoerg Butz       | Honda        | +3 tours        | 1      |
| Abd. | Vittorio Scatola     | Paton        | Abandon         |        |
| Abd. | Alex Barros          | Cagiva       | Abandon         |        |
| Abd. | Randy Mamola         | Cagiva       | Abandon         |        |
| Abd. | Ron Haslam           | Cagiva       | Abandon         |        |

## Classement final 250 cm3
| Pos  | Pilote             | Constructeur | Temps/Écart     | Points |
| ---- | ------------------ | ------------ | --------------- | ------ |
| 1    | John Kocinski      | Yamaha       | 44 min 27 s 789 | 20     |
| 2    | Luca Cadalora      | Yamaha       | +0 s 209        | 17     |
| 3    | Helmut Bradl       | Honda        | +7 s 156        | 15     |
| 4    | Carlos Cardús      | Honda        | +15 s 915       | 13     |
| 5    | Martin Wimmer      | Aprilia      | +36 s 606       | 11     |
| 6    | Jochen Schmid      | Honda        | +41 s 586       | 10     |
| 7    | Alex Criville      | Yamaha       | +54 s 767       | 9      |
| 8    | Adrien Morillas    | Aprilia      | +1 min 08 s 836 | 8      |
| 9    | Didier de Radigues | 'Aprilia     | +59 s 235       | 7      |
| 10   | Renzo Colleoni     | Aprilia      | +1 min 06 s 151 | 6      |
| 11   | Alberto Rota       | Aprilia      | +1 min 14 s 014 | 5      |
| 12   | Andy Preining      | Aprilia      | +1 min 16 s 732 | 4      |
| 13   | Loris Reggiani     | Aprilia      | +1 min 17 s 122 | 3      |
| 14   | Paolo Casoli       | Yamaha       | +1 min 17 s 931 | 2      |
| 15   | Bernard Haenggeli  | Aprilia      | +1 min 29 s 696 | 1      |
| 16   | Erich Neumair      | Yamaha       | +1 min 36 s 124 |        |
| 17   | BAlain Bronec      | Aprilia      | +1 min 48 s 510 |        |
| 18   | Jean Foray         | Yamaha       | +1 min 50 s 444 |        |
| 19   | Jose Barresi       | Yamaha       | +1 min 44 s 264 |        |
| 20   | Urs Jücker         | Yamaha       | +1 min 58 s 039 |        |
| 21   | Darren Milner      | Aprilia      | +1 tour         |        |
| 22   | Wilco Zeelenberg   | Honda        | +12 tours       |        |
| Nc.  | Dominique Sarron   | Honda        | Non classé      |        |
| Abd. | ...                | ...          | Abandon         |        |

## Classement final 125 cm3
| Pos | Pilote              | Constructeur | Temps/Écart     | Points |
| --- | ------------------- | ------------ | --------------- | ------ |
| 1   | Jorge Martinez      | JJ Cobas     | 43 min 06 s 406 | 20     |
| 2   | Stefan Prein        | Honda        | +0 s 010        | 17     |
| 3   | Fausto Gresini      | Honda        | +1 s 585        | 15     |
| 4   | Koji Takada         | Honda        | +12 s 498       | 13     |
| 5   | Steve Patrickson    | Honda        | +12 s 674       | 11     |
| 6   | Loris Capirossi     | Honda        | +30 s 900       | 10     |
| 7   | Manuel Hernandez    | Honda        | +31 s 941       | 9      |
| 8   | Adi Stadler         | JJ Cobas     | +32 s 993       | 8      |
| 9   | Dirk Raudies        | Honda        | +33 s 003       | 7      |
| 10  | Maurizio Vitali     | Gazzaniga    | +33 s 604       | 6      |
| 11  | HAlfred Waibel      | Honda        | +33 s 981       | 5      |
| 12  | Hisashi Unemoto     | Honda        | +34 s 443       | 4      |
| 13  | Thierry Feuz        | Honda        | +35 s 747       | 3      |
| 14  | Robin Appleyard     | Honda        | +52 s 885       | 2      |
| 15  | Flemming Kistrup    | Honda        | +1 min 03 s 798 | 1      |
| 16  | Julian Miralles     | JJ Cobas     | +1 min 04 s 661 |        |
| 17  | PAntonio Sanchez    | JJ Cobas     | +1 min 15 s 337 |        |
| 18  | Mike Leitner        | Honda        | +1 min 17 s 234 |        |
| 19  | Hervé Duffard       | Honda        | +1 min 17 s 480 |        |
| 20  | Hans Koopman        | Honda        | +1 min 23 s 450 |        |
| 21  | Johnny Wickstroem   | JJ Cobas     | +1 min 28 s 914 |        |
| 22  | Jos van Dongen      | Honda        | +1 min 29 s 215 |        |
| 23  | Alessandro Gramigni | Aprilia      | +1 min 34 s 658 |        |
| 24  | Jose Saez           | Honda        | +1 min 35 s 694 |        |
| 25  | Herri Torrontegui   | Honda        | +2 min 04 s 651 |        |
| Nc. | Alan Scott          | Garelli      | Non classé      |        |
| Nc. | ...                 | ...          | Abandon         |        |